# The Narrows (St. Kitts und Nevis)
The Narrows ist eine in Ost-West-Richtung verlaufende, 3 km breite Meerenge in der Karibik, die zwischen den Inseln St. Kitts im Norden und Nevis im Süden liegt. Beide Inseln gehören zu den Kleinen Antillen und zum Inselstaat St. Kitts und Nevis.
The Narrows stellt eine Verbindung zwischen dem Karibischen Meer im Westen und dem Atlantik im Osten her. Als Untiefen liegen die Cow Rocks im Zentrum der Meerenge und im Osten befindet sich Booby Island.